# (1735) ИТА
(1735) ИТА (лат. ITA) — типичный астероид главного пояса, открыт 10 сентября 1948 года советским астрономом Пелагеей Фёдоровной Шайн в Симеизской обсерватории и в 1979 году назван в честь Института теоретической астрономии АН СССР в связи с его 60-летием (факт именования опубликован 1 июня 1980 года).

## Обнаружение и именование
(1735) ИТА
Открыт 10 сентября 1948 года в Симеизе П. Ф. Шайн.
Назван в 1979 году по случаю 60-летия основания Института теоретической астрономии Академии наук СССР.
Оригинальный текст (англ.)1735 ITA
Discovered 1948 Sept. 10 by P. F. Shajn at Simeis.
Named in 1979 on the occasion of the 60th anniversary of the founding of the Institute for Theoretical Astronomy, U.S.S.R. Academy of Sciences.
Источник: M.P.C. 5357.

## Орбита

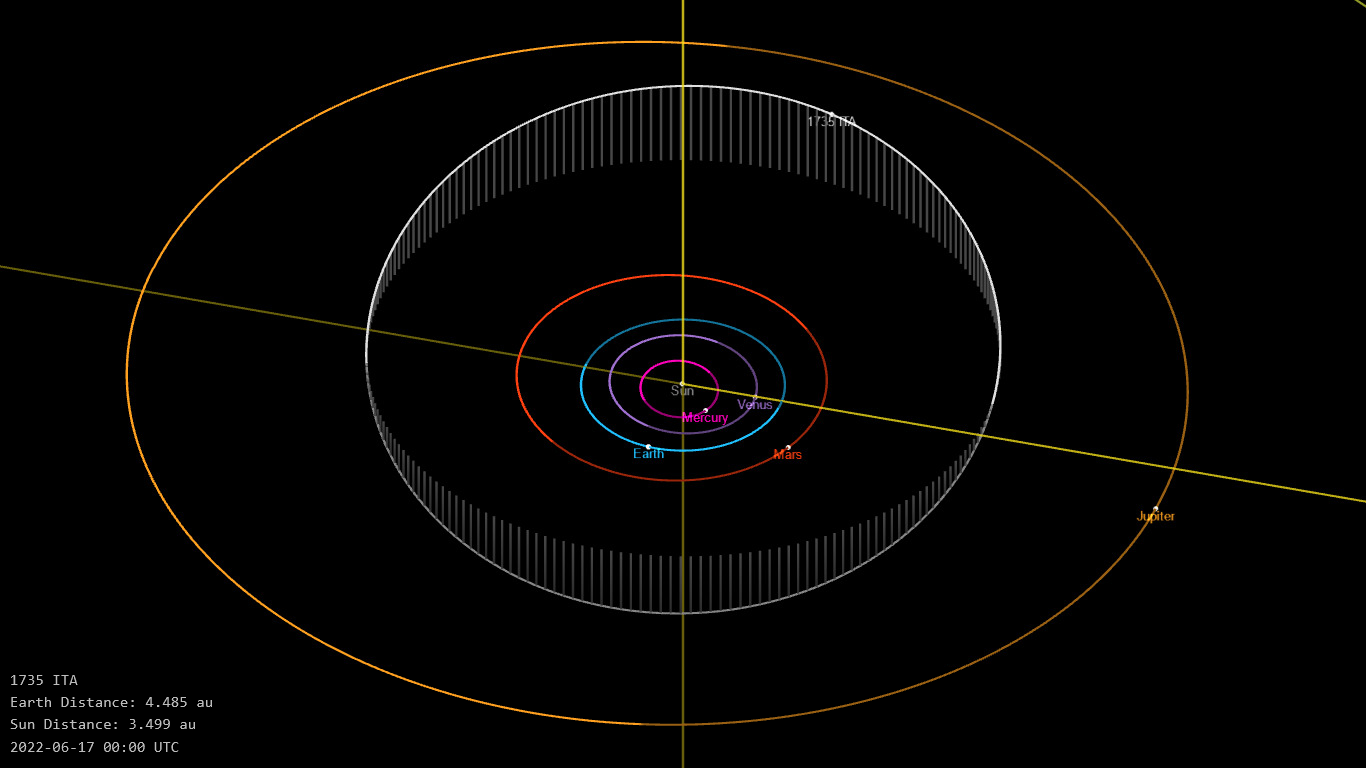
Орбита астероида ИТА и его положение в Солнечной системе

## Физические характеристики
Астероид относится к таксономическому классу C.
По результатам наблюдений в инфракрасном диапазоне орбитальной обсерватории IRAS и спутника Akari и наблюдений в видимом и ближнем инфракрасном диапазоне космического телескопа NEOWISE диаметр астероида сначала оценивался равным 62,34±2,4 км, позже — 66,09±1,13 км, 61,87±0,65 км, 61,48±20,13 км, 67,13±19,28 км, 61,865±0,646 км, 57,68±13,17 км, 64,53±22,35 км и 68,49±19,04 км. Согласно тем же источникам альбедо оценивается как 0,0790±0,007, 0,070±0,003, 0,051±0,011, 0,05±0,04, 0,04±0,04, 0,051±0,011, 0,046±0,044, 0,040±0,043 и 0,035±0,031.